# Ludwig Jacob Müller
Ludwig Ferdinand August Jacob Müller (* 27. Januar 1809 in Niedernhausen; † 17. Dezember 1870 ebenda) war ein deutscher Landwirt und Mitglied des Nassauischen Landtags.

## Leben
Ludwig Jacob Müller war ein Sohn des Gastwirts Friedrich Wilhelm Müller (1776–1844) und dessen Ehefrau Dorothea Christiane Franziska Genth (1776–1802). 
Er betrieb in seinem Heimatort die väterliche Landwirtschaft, als er 1865 ein Mandat für die erste Kammer des Nassauischen Landtags erhielt. Gewählt wurde er als Mitglied der Nassauischen Fortschrittspartei aus der Gruppe der Grundbesitzer aus dem Wahlkreis Dillenburg. Der ersten Kammer gehörten jeweils sechs der höchstbesteuerten Grundbesitzer an.
Am 8. April 1844 hatte er in Mosbach Elisabeth Borkholder (1809–1879) geheiratet. Sie war die Tochter des Abgeordneten Jacob Borkholder (1762–1829) und seiner Frau Katharina Weber (1781–1851). Sein Bruder Carl, der ebenfalls Abgeordneter war, war mit Katharina Borkholder (Schwägerin) verheiratet.